# Badfinger (album)
Albums de Badfinger
Ass
(1973) Wish You Were Here
(1974)
Singles
1. Love Is Easy
Sortie : octobre 1973
2. I Miss You
Sortie : février 1974

Badfinger est le sixième album du groupe britannique de rock Badfinger. Il est sorti en 1974 sur le label Warner Bros. Records.

## Fiche technique

### Chansons
| 1. | I Miss You             | Pete Ham            | 2:36 |
| 2. | Shine On               | Pete Ham, Tom Evans | 2:52 |
| 3. | Love Is Easy           | Joey Molland        | 3:08 |
| 4. | Song for a Lost Friend | Pete Ham            | 2:52 |
| 5. | Why Don't We Talk?     | Tom Evans           | 3:45 |
| 6. | Island                 | Joey Molland        | 3:40 |

| 7.  | Matted Spam               | Pete Ham                     | 3:09 |
| 8.  | Where Do We Go from Here? | Tom Evans                    | 3:25 |
| 9.  | My Heart Goes Out         | Mike Gibbins                 | 3:16 |
| 10. | Lonely You                | Pete Ham                     | 3:48 |
| 11. | Give It Up                | Joey Molland                 | 4:34 |
| 12. | Andy Norris               | Joey Molland, Kathie Molland | 2:59 |

### Musiciens
- Pete Ham : chant, guitare, piano
- Tom Evans : chant, basse
- Joey Molland : chant, guitare
- Mike Gibbins : chant, batterie

### Équipe technique
- Chris Thomas : production
- John Kosh (en) : pochette

### Classements et certifications
| Pays (classement)          | Meilleure position |
| -------------------------- | ------------------ |
| États-Unis (Billboard 200) | 161                |